# Sørkjosen
Sørkjosen (en sami septentrional: Reaššegeahči, en kven: Rässikäinen) es una localidad del municipio de Nordreisa, provincia de Troms, Noruega. Se asienta en la costa del Reisafjorden, a unos 5 km al noroeste de Storslett.  Sørkjosen posee varias industrias del rubro pesquero, lácteos y un aserradero. En el 2013 tenía 856 habitantes.

## Museo de Nord-Troms

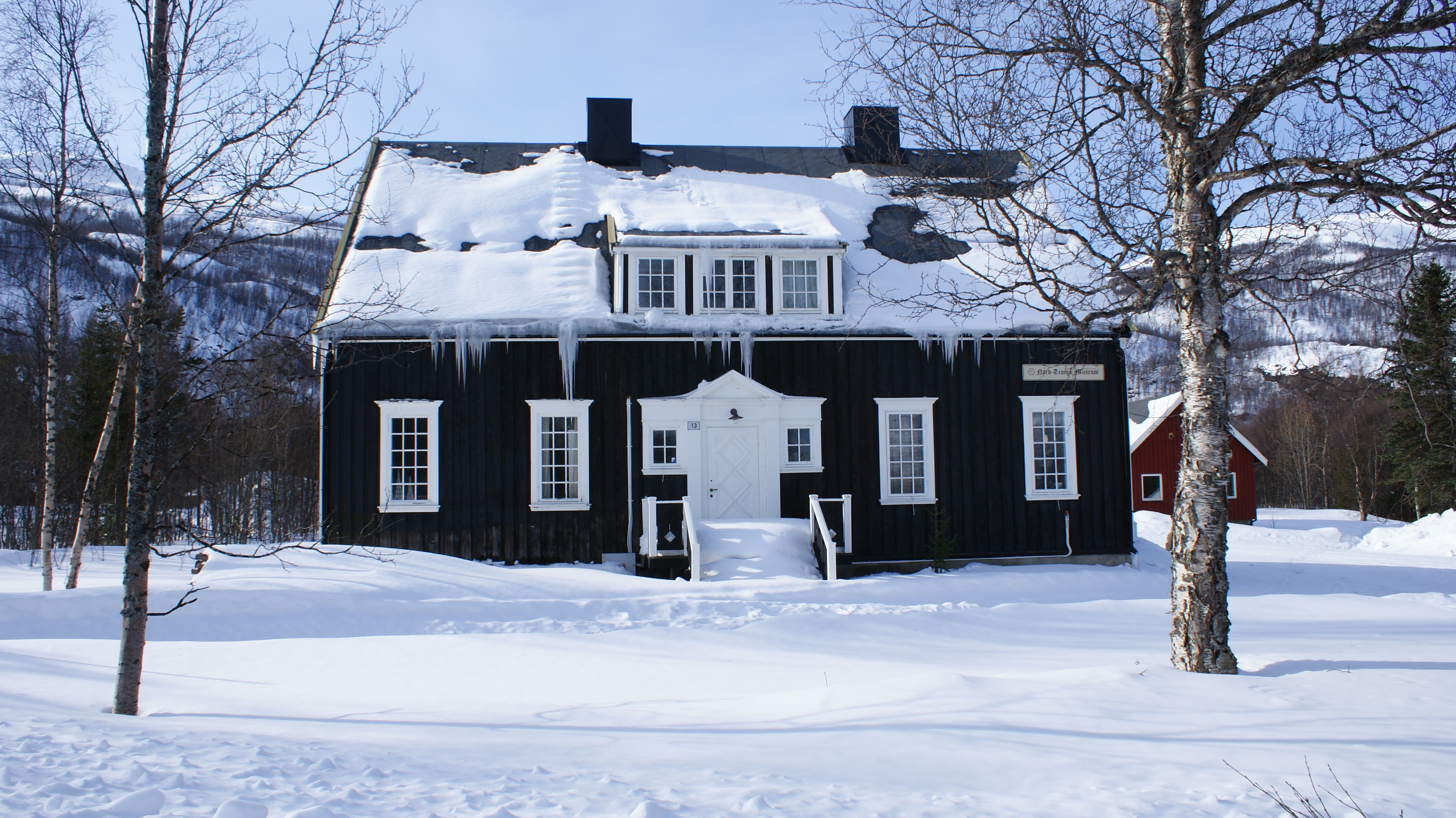
Museo de Nord-Troms en Sørkjosen

Sørkjosen es sede de varios edificios históricos, administrados por el museo de Nord-Troms. El resto de exhibiciones se reparten en los municipios de Lyngen, Storfjord, Kåfjord, Skjervøy y Kvænangen.

## Transportes
La ruta europea E6 conecta Sørkjosen con la ciudad de Alta (y con el resto de Finnmark) hacia el este y con Tromsø hacia el oeste. El aeropuerto de Sørkjosen está en la zona urbana de la villa, en la costa sur del Reisafjorden. Widerøe es la única aerolínea que opera en él, con rutas hacia Tromsø, Hammerfest y Kirkenes.